# Jean Anouilh
 Jean Anouilh (ejtsd: ʒɑ̃ anuj, teljes nevén Jean Marie Lucien Pierre Anouilh) (Bordeaux, 1910. június 23. – Lausanne, 1987. október 3.) francia drámaíró és dramaturg. Az 1930-as évek elejétől kezdve ötven éven át írta színdarabjait és filmforgatókönyveit. Drámáit ő maga kategorizálta (fekete darabok, rózsaszín darabok, csillogó darabok, csikorgó darabok, kosztümös darabok stb.) ezzel is jelezve, hogy az író szerepe – az ő felfogásában – nem az ítélkezés, hanem az élet, az emberi sors különböző szeleteinek elfogulatlan bemutatása.
Legemlékezetesebb, legmegrázóbb drámáiban (Antigoné, Becket vagy Isten becsülete) megalkuvást nem ismerő tragikus hősöket ábrázolt, de amikor az Antigonét - amelyet Franciaország német megszállása alatt írt - sok francia az ellenállás melletti kiállásként értelmezte, Anouilh tiltakozott: ő nem politizál, csak színdarabot ír. S amikor a szélsőséges, kollaboráns francia írót, Robert Brasillacot 1945-ben halálra ítélték, ő kezdeményezte azt a petíciót, amelyben a kor 50 neves francia személyisége (köztük Paul Valéry, François Mauriac, Albert Camus, Jean Cocteau) kért az elítéltnek kegyelmet De Gaulle tábornoktól. A tábornok nem kegyelmezett, Brasillacot kivégezték. Anouilh nem titkolta, hogy ezt soha nem tudta megbocsátani a tábornok-elnöknek, s talán ez is magyarázza, hogy bár a 20. század második felének Franciaországban és külföldön is legtöbbet játszott, legismertebb drámaírói közé tartozott, jelentős irodalmi díjat nem kapott soha.

## Élete

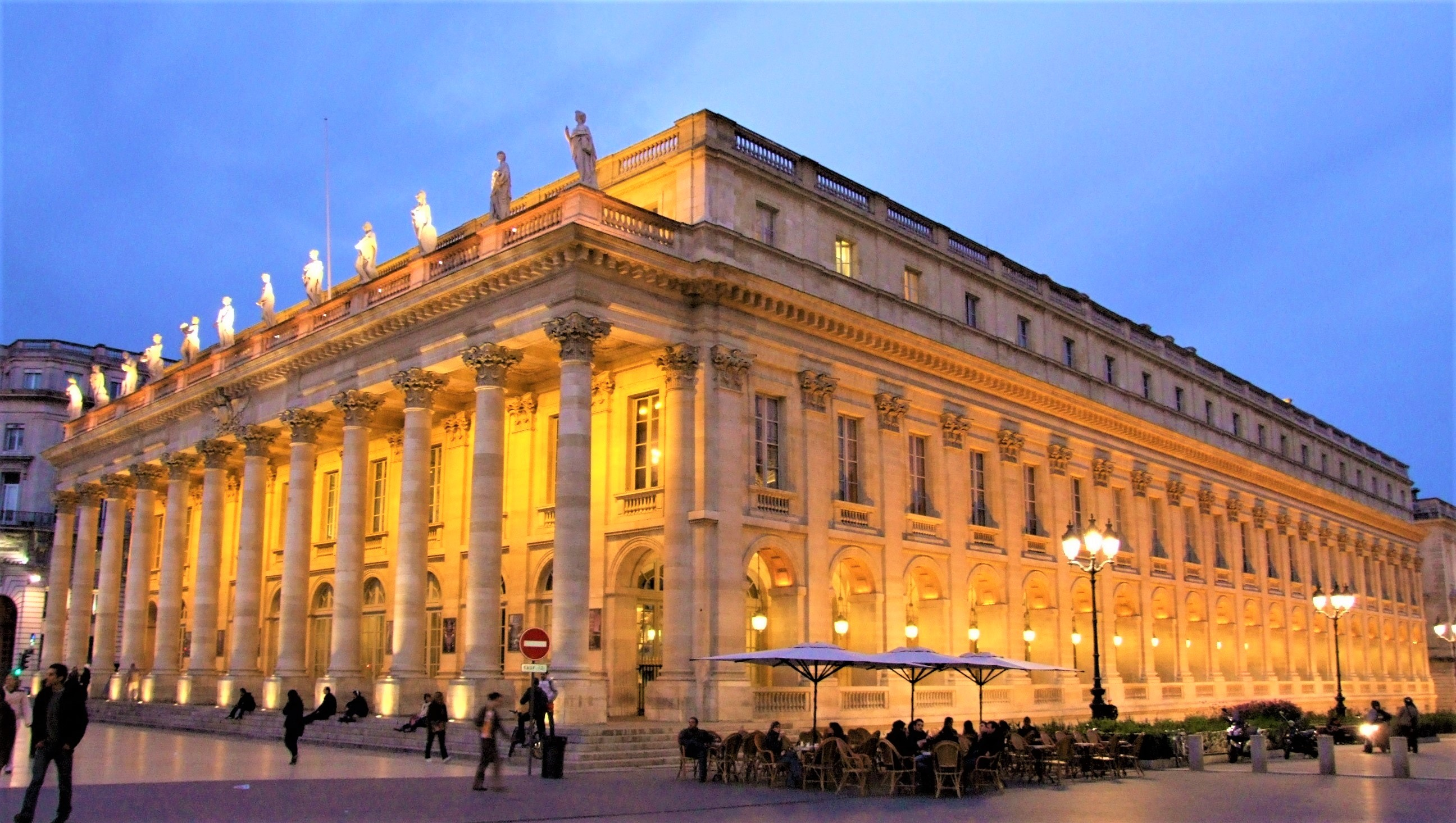
A Grand Théâtre Bordeaux-ban

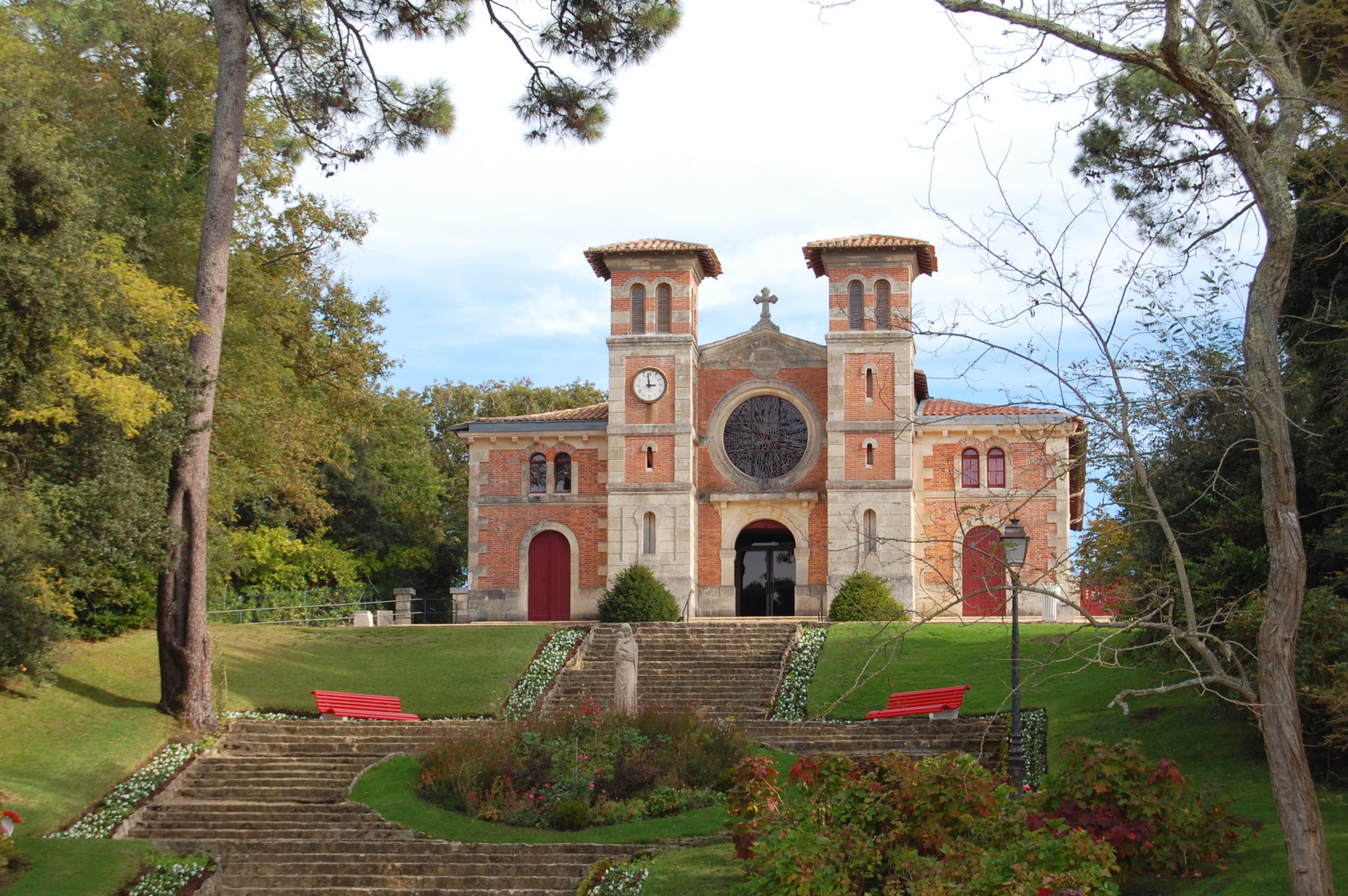
A Notre-Dame des Passes Arcachonban

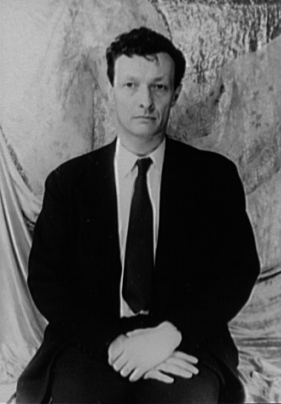
Jean-Louis Barrault

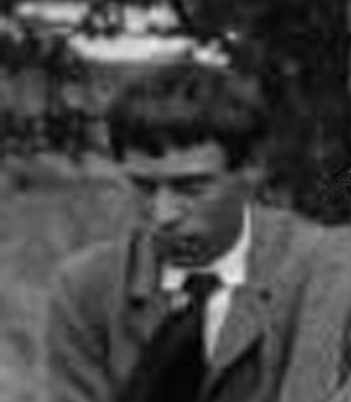
Louis Jouvet

Jean Anouilh 1910. június 23-án született Bordeaux-ban. Apja, François Anouilh szabó, anyja zongoratanár és az arcachoni zenekar zongoristája volt. Marie-Magdeleine Anouilh színielőadások zongorakíséretét is elvállalta, és ilyenkor a fiát is gyakran magával vitte. A kis Jean így ismerkedett meg a színházzal. Néha az éppen játszott darab szövegkönyvét is megkapta elolvasásra, s még 12 éves sem volt, amikor maga is megpróbált drámát írni.
A háború után, 1918-ban Párizsba, a rue de la Chapelle 94-be költözött a család, és Jean hamarosan a Lycée Chaptal gimnázium tanulója lett. E neves középiskolában egyik osztálytársa az ugyancsak 1910-ben született Jean-Louis Barrault, a későbbi híres színész, pantomimművész és rendező volt. Kedvenc írói is mind drámaírók voltak: Claudel, Pirandello, Shaw.
1928-ban, 18 éves korában olyan nagy hatást tett rá Jean Giraudoux Siegfried c. drámája, hogy kívülről megtanulta az egészet.
Érettségi után a jogi karra iratkozott be, szorgalmasan tanult, s talán kiváló ügyvéd lett volna belőle, de – mivel hamarosan a szülei eltartása is rá hárult – félbe kellett hagynia jogi tanulmányait.
Először a Louvre Nagyáruház ügyfélszolgálatán kapott munkát, majd a Damour reklámügynökségnél, ahol rövid ideig munkatársa volt a kor egyik költőzsenije, Jacques Prévert is.
1930-ban Louis Jouvet híres színész és rendező, színházigazgató mellett kilenc hónapra elvállalta a párizsi Comédie des Champs-Élysées színház főtitkári posztját, remélve, hogy a társulat majd a darabjait is bemutatja. Jouvet anyagilag segítette ugyan, de egyetlen darabját sem mutatta be soha. „Tudod, kicsim – mondta neki egyszer később, Vadóc című drámájával kapcsolatban –, a te szereplőid olyanok, akikkel nem szívesen ülne le egy asztalhoz az ember”. E furcsa ellentét akkor sem szűnt meg a két ember között, amikor Anouilh már világszerte játszott, híres drámaíró volt. Jouvet akkor is csak „ágrólszakadtnak” titulálta.
1931-ben Anouilh-t behívták katonának. Két hónapig fogalmazta iskolázatlan katonatársai szerelmes leveleit, de két hónap után katonai szolgálatra alkalmatlannak nyilvánították, és visszatérhetett Párizsba.
Első, 1929-ben írt és 1932-ben bemutatott Humulus le muet (A néma Humulus) c. drámája megbukott, a második, az ugyancsak 1929-ben írt Le Bal des Voleurs (A tolvajok bálja) bemutatójára 1938-ig kellett várnia, de a harmadik, az 1930-ban fogant L’Hermine (A hermelin) már 1932-ben 90 előadást ért meg, és film is készült belőle. Ez utóbbi bevételéből szüleinek olyan zöldövezeti házat vett, amilyenről mindig álmodoztak... – saját magának pedig egy kis lakást bérelt a rue de Vaugirard 29-ben. Hamarosan élettársi kapcsolatba lépett a nála öt évvel idősebb Monelle Valentin színésznővel; 1934-ben született közös gyermekük, Catherine később szintén színésznő lett.
1935-ben a Metro-Goldwyn-Mayer megvásárolta Anouilh Y’avait un prisonnier (Volt egyszer egy rab) c. darabja filmfeldolgozási jogát. Film ugyan sohasem készült a darabból, de a jogdíjból Anouilh egy évig élhetett gondtalanul Bretagne-ban Monelle Valentinnal és lányukkal, Catherine-nal. Ekkor írta a Le Voyageur sans bagage (A poggyász nélküli utas) c. drámáját, első olyan művét, amelyet a grúz származású Pitoëff társulata mutatott be Párizsban, s amelyet a kritika és a közönség egyaránt lelkesedéssel fogadott. A „fekete darabok” közé sorolt dráma egy az első világháborúban emlékezetét vesztett ember tragikus sorsát dolgozza fel. 1937. február 16-án mutatták be először és 190-szer játszották.
1938-ban újabb sikert hozott a rózsaszín darabok közé sorolt Le Bal des Voleurs (A tolvajok bálja). Ezt egy másik híres rendező, André Barsacq vitte színre, ahogy a következő 15 év szinte valamennyi Anouilh-darabját, köztük a megszállt Párizsban 1944. február 4-én bemutatott Antigonét is, amely – bár első bemutatója több vádaskodást és vitát hozott, mint amennyi sikert – hamarosan a francia ellenállás egyik szimbolikus drámájává vált.
A háborút követő évtizedekben írt Anouilh-darabokat a legnagyobb francia színészek adták elő: Michel Bouquet, Jean Vilar, Maria Casarès, Michel Etcheverry, Roland Piétri, Jean-Paul Belmondo, Brigitte Bardot, Jean-Louis Barrault, Madeleine Renaud és mások.
1953-ban véget ért Anouilh élettársi kapcsolata Monelle Valentinnel, s az író feleségül vett egy másik színésznőt, Nicole Lançont, akitől három gyermeke született: Caroline, Nicolas és Marie-Colombe.

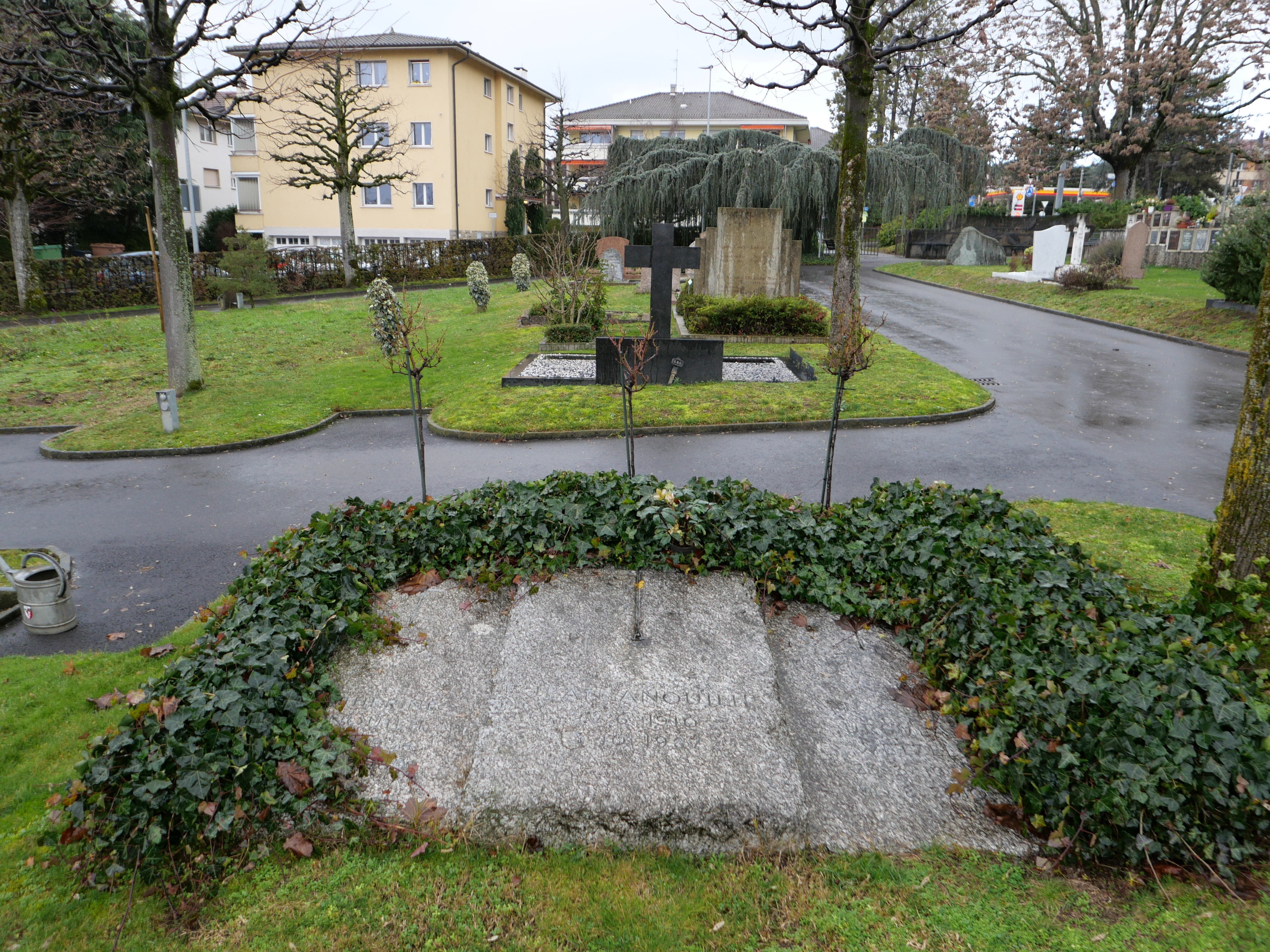
Anouilh, legidősebb lánya, Catherine (1934-1989) és utolsó élettársa, Ursula Wetzel (1938-2010) sírja a Lausanne melletti Pully temetőben.

Anouilh idős korában sem hagyta abba a drámaírást, késői művei közül kiemelkedik 1972-es Elektra-feldolgozása, a Tu étais si gentil quand tu étais petit (Olyan kedves voltál, mikor kicsi voltál) és az 1975-ös L’Arrestation (A letartóztatás), amely egy gyerekről, egy fiatalemberről és egy idősebb férfiról szól, akik ugyanabban a hotelben szállnak meg, s akiket eltérő koruk ellenére hasonló, a rossz családi környezetből fakadó kínok gyötörnek.
Anouilh 1980-tól Svájcban élt, ott betegeskedett haláláig. Lausanne-ban halt meg 1987. október 3-án.

## Művészete
Anouilh drámáinak főbb témái a lázadás a gazdagok és a születésüknél fogva kiváltságosok ellen, a képmutatásra és hazugságra épülő világ elutasítása, a teljes igazság, a teljes boldogság keresése, a gyerekkor elveszett paradicsoma iránt érzett nosztalgia, a szerelem lehetetlen volta, a beteljesülés a halálban.
„Fekete” darabjaiban kétféle ember találkozik egymással: a „mindennapiak” és a hősök. De a mindennapi emberek is két csoportra oszlanak: egoistákra, gonoszokra, önelégültekre (e szerep legtöbbször a hősök szüleinek jut) és rendes, okos emberekre, akiknek azonban nincsenek ambícióik, csak nyugodt életre vágynak. Az általában fiatal „hősök” a mindennapi emberek mindkét csoportjával szemben állnak: elutasítják a közönséges boldogságot, s mert múltjuktól, társadalmi helyzetüktől vagy éppen a szegénységtől nem tudnak szabadulni, csak a menekülés vagy a halál marad számukra. Legtöbbször csak a halál. A háború után írt „kosztümös” darabok hőseinek a számára is, de ők – Jeanne d’Arc, Becket Tamás vagy Morus Tamás – nem egzisztenciális okból fogadják el a halált, hanem kötelességből és becsületből, amellyel – úgy érzik – a hazának vagy Istennek tartoznak.
Részlet a Becket vagy Isten becsülete II. felvonásából (Szenczei László fordítása):
A KIRÁLY Tamás, fiam, megint szükségem van rád, s ezúttal komoly a dolog. /.../ Angliába mégy.
BECKET Parancsára, királyom.
A KIRÁLY Kitaláltad, mi lesz a küldetésed?
BECKET (arcán az aggodalom már tükrözi azt, ami következik) Nem, királyom.
A KIRÁLY Átadod minden püspöknek külön személyes levelemet. S tudod-e, mit tartalmaznak ezek a levelek, Tamásom, kisöcsém? Királyi akaratomat, hogy téged válasszanak meg érsekprímássá.
BECKET (szinte kővé meredten, sápadtan hallgatja, s megpróbál nevetni) Ez tréfa, királyom? Nézze jól meg a példás, szent embert, akit ezzel a szent hivatallal akar megbízni! (Komikus mozdulattal széttárja szép ruháját) Ó, királyom, micsoda móka! /.../
A KIRÁLY Tamás, én most komolyan beszélek. Délig megírom a leveleket. Majd segítesz.
BECKET (sápadtan dadogja, újra merev, mint a cövek) De még csak pap sem vagyok, uram királyom!
A KIRÁLY (határozottan) Diakónus vagy. Van rá időd. Holnap leteheted az utolsó fogadalmaidat, és egy hónapon belül pappá szentelnek.
BECKET De gondolt arra felséged, hogy mit szól hozzá a pápa?
A KIRÁLY (nyersen) Majd megfizetem!
BECKET (rövid hallgatás után szorongva, lesújtva mormolja) Királyom, most már látom, hogy nem tréfál. Ne tegye ezt.
A KIRÁLY Miért ne?
BECKET Félek tőle.
A KIRÁLY (szigorúvá meredt arckifejezéssel) Ez parancs, Becket.
Becket kővé meredten áll, s rövid hallgatás után halkan mondja
BECKET (komolyan, ünnepélyesen) Ha érsek leszek, nem lehetek többé a barátja felségednek. /.../ Nem szolgálhatom egyszerre az Istent és felségedet.
Az Anouilh által átdolgozott görög tragédiák – Euridike, Antigoné, Médea – modern drámák, amelyekben nem a történeten van a hangsúly. Hőseik nem a klasszikus tragédiák emelkedett stílusában, hanem köznyelven beszélnek, hozzánk szólnak. Gyakran találkozunk bennük anakronisztikus elemekkel is: képeslapról, kávézóról, büféről, cigarettáról, puskáról, autóról, bevásárlásról beszélnek egyes szereplők – és 20. századi ruhát viselnek.

## Művei
- 1929: Humulus le muet (A néma Humulus)
- 1929: Le Bal des voleurs (A tolvajok bálja)
- 1930: L’Hermine (A hermelin)
- 1932: Jézabel (Jézabel)
- 1933: Y’avait un prisonnier (Volt egyszer egy rab)
- 1934: La Sauvage (A vadóc)
- 1936: Le voyageur sans bagage (A poggyász nélküli utas)
- 1937: Le rendez-vous de Senlis (Találka Senlisban)
- 1939: Léocadia (Léocadia)
- 1941: Eurydice (Eurüdiké)
- 1942: Antigone (Antigoné)
- 1946: L’invitation au château (Meghívó a kastélyba)
- 1946: Roméo et Jeannette (Romeo és Jeannette)
- 1947: Médée (Médeia)
- 1948: Épisodes de la vie d’un auteur (Epizódok egy szerző életéből)
- 1948: Ardèle ou la Marguerite (Ardèle, avagy szeret, nem szeret...)
- 1950: La répétition ou l’amour puni (A próba, avagy a megbüntetett szerelem)
- 1951: Colombe (Colombe)
- 1951: Cécile ou l’école des pères (Cécile, avagy az apák iskolája)
- 1951: La Valse des toréadors (A torreádorok tánca)
- 1951: L’Alouette (A pacsirta)
- 1955: Ornifle ou le courant d’air (Ornifle vagy a huzat)
- 1956: Pauvre Bitos ou le dîner des têtes (Szegény Bitos, avagy a fejek vacsorája)
- 1958: L’Hurluberlu ou le réactionnaire amoureux (Az eszetlen, avagy a szerelmes reakciós)
- 1958: La Petite Molière (A kis Molière-né)
- 1959: Becket ou l’Honneur de Dieu (Becket vagy Isten becsülete)
- 1960: Le Songe du critique (A kritikus álma)
- 1961: La Grotte (A barlang)
- 1961: La Foire d’empoigne (Aki kapja, marja)
- 1962: L’Orchestre (A zenekar)
- 1964: Ne réveillez pas Madame (Ne ébresszék fel a hölgyet!)
- 1964: Thomas More ou l’Homme libre (Morus Tamás vagy a szabad ember)
- 1965: Le boulanger, la boulangère et le petit mitron (A pék, a pékné és a kis péklegény – XVI. Lajos, Mária Antónia és a trónörökös gúnyneve)
- 1965: Mr Barnett (Barnett úr)
- 1967: Cher Antoine ou l’amour raté (Kedves Antoine, avagy az elrontott szerelem)
- 1968: Les poissons rouges (Az aranyhalak)
- 1969: Tu étais si gentil quand tu étais petit (Olyan kedves voltál, amikor kicsi voltál)
- 1971: Le Directeur de l’Opéra (Az Operaház igazgatója)
- 1973: L’Arrestation (A letartóztatás)
- 1974: Chers Zoiseaux (Kedvezs Madarak)
- 1974: Le scénario (A forgatókönyv)
- 1978: La Culotte (A gatya)
- 1978: Eudipe ou le roi boiteux (Oidipusz, avagy a sánta király)
- 1980: Le Nombril (A köldök)

## Magyarul
- Euridike. Színmű; ford. Peéry Piri; Káldor, Bp., 1946 (Renaissance miniatűrök)
- Becket vagy Isten becsülete; ford. Szenczei László; inː Világszínpad 2.; Magvető, Bp., 1971
- Oritiffe vagy a buborék; ford. Mihályi Gábor; inː Világszínpad 3.; Magvető, Bp., 1973
- Drámák; ford. Bajomi Lázár Endre et al., vál., utószó Szántó Judit; Európa, Bp., 1977 ISBN 963 07 1217 2
  - Találka Senlisban; ford. Bajomi Lázár Endre
  - Eurüdiké; ford. Szíjgyártó László
  - Médeia; ford. Somlyó György
  - Ardèle, avagy szeret, nem szeret...; ford. Barta András
  - Colombe; ford. Bajomi Lázár Endre
  - Becket vagy Isten becsülete, ford. Szenczei László
  - A kis Molière-né; ford. Szántó Judit